# The Last Day (Brooklyn Nine-Nine)
"The Last Day" é o episódio final em duas partes da série de comédia americana Brooklyn Nine-Nine e o nono e décimo episódios de sua oitava temporada e o 153.º no geral. A primeira parte foi escrita por Luke Del Tredici e Audrey Goodman e dirigida por Linda Mendoza, enquanto a segunda parte foi escrita pelo co-criador da série Dan Goor e dirigida por Claire Scanlon. Os episódios foram ao ar em 16 de setembro de 2021 na NBC.
O programa gira em torno da fictícia 99ª delegacia do Departamento de Polícia de Nova York no Brooklyn e dos policiais e detetives que trabalham no distrito. No final, a delegacia se prepara para um último "assalto" antes que Holt e Amy deixem a delegacia. Jake também planeja revelar seu plano: ele vai deixar a delegacia e quer se preparar para o "adeus perfeito".
De acordo com a Nielsen Media Research, o episódio foi visto por cerca de 1.88 milhão de telespectadores e ganhou 0.4% de audiência entre adultos de 18 a 49 anos. O final recebeu críticas positivas da crítica e do público por considerarem o episódio uma "conclusão satisfatória" para a série.

## Enredo

### Parte 1
Jake (Andy Samberg) organiza um último "assalto" antes de Holt (Andre Braugher) e Amy (Melissa Fumero) deixarem a delegacia para suas novas funções como vice-comissário e chefe do programa de reforma. Eles decidem esquecer todos os vencedores de assaltos anteriores e apenas o novo vencedor contará e será coroado como "O Grande Campeão da 99". Terry (Terry Crews) afirma que não vai participar, pois tem uma entrevista para o cargo de capitão da delegacia.
Enquanto seleciona aleatoriamente as equipes, Jake prepara os resultados para que Holt seja parceiro de Hitchcock (Dirk Blocker) e Scully (Joel McKinnon Miller), Rosa (Stephanie Beatriz) é parceira de Amy e Jake é parceiro de Charles (Joe Lo Truglio). Mas isso é parte de um esquema orquestrado por Jake, que na verdade está colaborando com Amy e usa Boyle como isca. O alvo do assalto é uma réplica da Medalha do Valor de Holt, que será armazenada em um tubo pneumático. Jake revela a Amy que a intenção do assalto é que ele anuncie que vai deixar o emprego para se tornar um pai que fica em casa, acreditando que é a melhor opção para criar Mac para que Amy possa se concentrar em seu novo emprego. Amy fica chocada com a escolha de Jake, mas no final das contas apoia sua decisão.
O assalto envolve as equipes obtendo pistas que os levam a locais anteriores e pessoas com quem estiveram durante os últimos oito anos. Isso inclui visitar Caleb (Tim Meadows), o túmulo de Wuntch e uma pista envolvendo a época em que Jake fez os presos cantarem. No entanto, a próxima pista é arruinada quando o zelador (Dan Goor) apaga o texto da sala de interrogatório antes que eles possam vê-lo. Eles ligam para Terry para pedir a pista e ele relutantemente revela a pista no meio de sua entrevista, constrangendo-o na frente do Subchefe Williams (Jim Meskimen). Eles então vão para o local onde Holt e Kevin se beijaram quando se reconciliaram. Holt consegue distrair o esquadrão revelando sua tatuagem: a cabeça de Kevin no corpo de Cheddar. Ele chega ao estojo que contém o tubo, mas o encontra vazio. Gina (Chelsea Peretti) aparece de repente segurando o tubo.
Gina leva o tubo com ela em um caminhão blindado e sai de cena. As equipes eventualmente sequestram o caminhão, mas suas tentativas de obter o tubo resultam em muitos membros do esquadrão se virando uns contra os outros. Enquanto isso, Terry descobre que o escritório em que sua entrevista está é falso e está convencido de que ele faz parte do assalto, que o leva a destruir o escritório. Ele confronta Holt sobre isso, mas Holt diz que a entrevista não foi falsa e que o projeto do escritório foi resultado de uma mudança para a nova reforma. Holt deixa temporariamente o assalto para ajudar Terry a consertar a situação. Quando a equipe de Jake ganha a vantagem, ele é confrontado por Charles, que encontrou a carta de demissão de Jake em seu armário e sai furiosamente.

### Parte 2
Jake tenta encontrar Charles, que desapareceu e não atende seus telefonemas. Enquanto isso, Terry e Holt visitam Williams para pedir outra chance para Terry se tornar capitão. No entanto, Williams revela que ele realmente faz parte do assalto e os tranca no escritório.
Rosa expressa sua preocupação a Amy sobre Adrian Pimento (Jason Mantzoukas), já que ele está voltando para o Canadá e acha que ela ainda sente algo por ele. Jake localiza Charles em uma casa abandonada onde ambos se consideravam melhores amigos há nove anos e explica sua decisão de partir. Ele se reconcilia com Charles dizendo que eles continuarão sendo amigos mesmo depois que ele partir e lhe dá seu presente: a revista favorita deles (Fancy Brudgom) com uma foto deles em uma página, o que o encanta. Eles então trabalham na preparação de fogos de artifício para a etapa final. No entanto, os fogos de artifício acidentalmente se armam e Jake não consegue diminuí-los quando o cronômetro chega a zero.
Jake aparentemente acorda no hospital e é informado por Amy que está em coma há 7 anos. Ela diz a ele que Boyle sobreviveu ao incidente e se mudou para o Arizona por culpa, onde se tornou xerife, e que ela está de volta a um relacionamento com seu ex-namorado Teddy (Kyle Bornheimer) para ajudá-la a criar Mac. No entanto, foi tudo uma armação para fazer Jake revelar a localização do tubo real, ela colocou a carta de demissão de Jake em seu armário, montou um falso quarto de hospital na delegacia e controlou os fogos de artifício no armário. Os fogos de artifício nunca explodiram, pois Amy apenas sedou Jake e Charles. Ela deixa Jake algemado à cama e Charles trancado no armário de suprimentos enquanto ela diz a Teddy que está dando uma festa de despedida para Jake na casa de Shaw.
Holt e Terry conseguem escapar do escritório falso usando um curto-circuito. Mlepnos (Fred Armisen) ajuda Jake e Charles a escapar e eles confrontam Amy, mas descobrem que o tubo não está onde foi planejado e está se movendo. Enquanto eles vão no carro para encontrá-lo, Scully se junta a eles e Charles revela a Jake o plano que Amy tinha para seu adeus perfeito. Eles dirigem até o local do tubo, seguidos por Holt e Terry. Eles chegam ao local: o local do primeiro caso que o esquadrão teve com Holt quando ele se tornou capitão. Holt então revela que ele orquestrou isso, enquanto planejava seu próprio "adeus perfeito". Ele também afirma que a entrevista de Terry foi orquestrada por ele e Terry foi promovido a capitão há várias semanas.
No entanto, Holt descobre que está carregando tubos de presente de Jake. Rosa e Gina aparecem e revelam estar segurando tubos, tendo enganado Amy fazendo-a pensar que Rosa iria embora com Pimento, apenas para descobrir que elas tinham tubos de presente de Holt e Amy. Bill (Winston Story) revelou ter o tubo real e os trancou na unidade de armazenamento, já que os assaltos são sua única fonte de renda. Durante isso, Jake acidentalmente revela que está deixando o NYPD. Terry incentiva o grupo a trabalhar junto e os ajuda a escapar, batendo na parede. Eles descobrem que Bill fugiu para a delegacia com o tubo.
Na delegacia, a equipe fica chocada ao descobrir Hitchcock com o tubo real. Hitchcock revela que nunca se aposentou ou foi para o Brasil. Ele também afirma que nunca teve um plano para o resto do assalto e apenas comprou o tubo por US $ 40 de Bill. Jake então coroa Hitchcock sem cerimônia como "O Grande Campeão da 99" e diz ao time que planejou o assalto como seu adeus para que ele não ficasse tão triste por deixar seu emprego. A equipe aproveita sua última noite juntos e reflete sobre os anos anteriores. Rosa diz a Amy que não planeja se estabelecer tão cedo e deseja sorte com seu novo cargo. Terry diz a Charles que vai contar com ele, pois eles são os únicos que ficam na delegacia. Holt reflete sobre o crescimento de Jake ao longo dos anos e ainda acrescenta que se ele tivesse um filho como Jake, ele se sentiria muito orgulhoso dele, levando-o às lágrimas. Todos então saem da delegacia juntos no elevador.
Mais de um ano depois, o agora Capitão Terry aborda seu bullpen no Halloween, que inclui Charles, Hitchcock, Scully e vários novos rostos. Jake, Amy, Holt, Rosa e Gina aparecem de repente, querendo continuar com a tradição do Assalto Halloween. Terry considera isso por um momento antes de proclamar, "Nove-Nove!", seguido pelo resto do esquadrão dizendo "Nove-Nove!"

## Produção

### Desenvolvimento
A oitava temporada foi confirmada pela NBC em 14 de novembro de 2019. Em 11 de fevereiro de 2021, foi anunciado que a temporada seria a última da série e compreenderia dez episódios. Lisa Katz, presidente de conteúdo com script, NBCUniversal Television and Streaming, disse: "Ainda me lembro da empolgação palpável naquela noite de 2018, quando anunciamos que Brooklyn Nine-Nine voltaria à sua casa de direito na NBC. Sempre amamos esses personagens e a maneira como eles nos fazem rir, ao mesmo tempo em que criamos histórias que nos fazem refletir. Um grande obrigado aos nossos parceiros maravilhosos - Dan Goor, os escritores, produtores e o elenco e equipe incrivelmente talentosos - por uma comédia cujo legado resistirá ao teste do tempo." O co-criador da série, Dan Goor, disse: "Estou muito grato à NBC e à Universal Television por nos permitir dar a esses personagens e aos nossos fãs o final que eles merecem. Quando Mike Schur e eu apresentamos o episódio piloto para Andy pela primeira vez, ele disse: 'Estou dentro, mas acho que a única maneira de contar essa história é com exatamente 153 episódios', o que foi uma loucura, porque esse era exatamente o número de Mike e Eu tinha imaginado." Ele acrescentou ainda, "terminar o programa foi uma decisão difícil, mas, no final das contas, sentimos que era a melhor maneira de homenagear os personagens, a história e nossos telespectadores. Sei que algumas pessoas ficarão desapontadas com o fato de estar terminando tão cedo, mas, honestamente, sou grato por ter durado tanto. Título da minha fita de sexo."
Em agosto de 2021, foi anunciado que o nono e décimo episódios da temporada seriam intitulados "The Last Day" e que Luke Del Tredici e Audrey Goodman serviriam como escritores enquanto Linda Mendoza dirigiria a primeira parte. O co-criador da série Dan Goor serviria como roteirista, enquanto Claire Scanlon dirigiria a segunda parte.

### Filmagens
As filmagens dos episódios terminaram em junho de 2021. Segundo Melissa Fumero, foi um último dia muito "emocionante", que envolveu o elenco se abraçando e comemorando o sucesso da série.

## Lançamento
Os episódios foram ao ar nos Estados Unidos em 16 de setembro de 2021, na NBC. Vários membros do elenco apareceram no episódio de Late Night com Seth Meyers que foi ao ar na noite do lançamento dos episódios.

## Recepção

### Audiência
De acordo com a Nielsen Media Research, o episódio foi visto por cerca de 1.88 milhão de telespectadores e ganhou 0.4% de audiência entre adultos de 18 a 49 anos. Isso significa que 0.4 por cento de todas as famílias com televisão assistiram ao episódio. Este foi um aumento de 43% em relação ao episódio anterior, que foi assistido por 1.31 milhão de telespectadores e uma participação de 0.3 na audiência. Com essas avaliações, Brooklyn Nine-Nine foi o programa com maior audiência da NBC naquela noite, a segunda maior em seu intervalo de tempo, às 20h, e a segunda na noite, atrás do Big Brother.

### Resposta da crítica
"The Last Day" recebeu críticas positivas dos críticos. Vikram Murthi do The A.V. Club deu ao episódio um "B +", escrevendo, "'The Last Day' está longe de ser o melhor momento de Brooklyn Nine-Nine, mas merece crédito por verificar cada caixa de final da série enquanto conta uma história divertida sem exagerar no material meloso. Ele percorre os maiores sucessos da série enquanto reúne o núcleo original e traz de volta inúmeras estrelas convidadas, sem que nenhuma delas pareça muito cansada. Ele também consegue ser muito engraçado e comovente decentemente, o que é difícil para qualquer sitcom que está chegando ao seu oitavo ano. O mais importante, porém, é que ele atende às expectativas ao mesmo tempo em que tem senso de humor sobre essas expectativas. É o equivalente a alguém obedientemente seguindo a tradição enquanto sorri sobre a tolice da própria tradição."
Brian Tallerico do Vulture deu ao episódio uma classificação de 4 estrelas em 5 e escreveu: "A temporada final de Brooklyn Nine-Nine foi agitada, mas valeu a pena o show voltar para dizer adeus por este episódio sozinho, uma lembrança de como essa comédia foi rápida e engraçada no seu melhor. Vou sentir falta."
Brian Tallerico, da Vanity Fair, escreveu: "A verdadeira maravilha desta curta temporada final é que, apesar da forma como - tardiamente, talvez - enfrentou as complexidades subjacentes ao local de trabalho em seu centro, Brooklyn Nine-Nine ainda produzia os mesmos tipos de boas e fortes risadas, como sempre. O final também me fez chorar um pouco. Para criar este tipo de trabalho é necessário, dos dois lados da câmera, uma equipe forte e ágil. (Título da sua fita de sexo.)" Nick Harley do Den of Geek deu ao episódio uma classificação de 4.5 estrelas de 5 e escreveu: "A 8ª temporada de Brooklyn Nine-Nine não foi a volta da vitória triunfante que deveria ter sido, mas 'The Last Day' absolutamente envia nosso distrito favorito com graça, humor e coração. 'Policiais bobos' é como Bill Hader uma vez criticou Andy Samberg em um Comedy Central Roast, e no clima de hoje, provavelmente nunca foi tão cortante, mas Brooklyn Nine-Nine sempre foi algo mais. A série raramente era menos do que um conjunto alegre que te fazia pensar, te fazia rir e te fazia começar a soltar 'Cool cool cool' nas conversas diárias. Sentiremos falta, mas saiu lindamente. NOVE-NOVE!"